# 邱贻可
邱贻可（1985年1月18日—），中国退役乒乓球运动员，四川成都人，右手横板弧圈結合快攻。他的技術相對全面和先進，正反手技術俱佳，曾是中國國家隊內不可或缺的二線力量。

## 生涯
邱贻可6岁开始打球，1996年进入省市队，2002年进入国家二队，2003年入选国家一队，曾与王皓、陈玘、郝帅、单明杰和张超都是同一批国家队重点培养的队员，合称“国乒六小龙”。
2003年，邱贻可获得巴黎世乒赛男单比赛的参赛资格，并在第二轮淘汰当时世界排名第一的德国名将波尔，成为本届赛事一大冷门。其后，邱贻可因纪律问题，多次违反队内规定，一度被下放二队。2005年上海世乒赛及2007年萨格勒布世乒赛，邱贻可连续两届与曹臻合作，夺得混双铜牌。2009年乒乓球世界杯男子团体比赛，邱贻可临时顶替陈玘，与张继科、马龙和许昕夺得本届比赛的冠军，成为中国国乒历史上第100位世界冠军。此后，邱贻可鲜有参与国际比赛的机会，多于国内代表四川队出战乒超联赛。2013年，邱贻可时隔四年再次参加世乒赛，与文佳搭档出战混双赛事，于16强2:4不敌中国香港组合江天一/李皓晴而出局。
2013年末，邱贻可从国家队退役，并将向教练方向转型。

## 视频
- 【乒乓王国】邱贻可采访 （页面存档备份，存于）
- 【乒乓王国】退役国手特辑 （页面存档备份，存于）